# Ricardo Bressani
Ricardo Bressani Castignoli (Cidade da Guatemala, 28 de setembro de 1926 – 30 de janeiro de 2015) foi um nutricionista guatemalteco.
Bressani estudou na Universidade de Dayton, onde obteve um bacharelado em 1949, e na Universidade Estatal de Iowa, onde obteve um mestrado em 1951. Neste mesmo ano retornou para a Guatemala, onde trabalhou no Instituto de Nutrição da América Central e Panamá (INCAP, Instituto de Nutrición de Centro America y Panama). Em 1956 obteve um doutorado em bioquímica na Universidade de Purdue. Até 1993 dirigiu a seção Nutrição e Agricultura no INCAP. Depois trabalhou na Universidad del Valle de Guatemala.
Em 1967 foi professor visitante do Instituto de Tecnologia de Massachusetts.
Foi membro da Academia Nacional de Ciências dos Estados Unidos, da Academia de Ciências da Guatemala e da Academia de Ciências dos Países em Desenvolvimento.
Publicou mais de 500 artigos científicos (situação em 2008) e foi editor do Archivos Latino Americanos de Nutricion.
Recebeu o primeiro Albert Einstein World Award of Science de 1984.